# Khalzan, Sükhbaatar
Khalzan (tiếng Mông Cổ: Халзан) là một sum của tỉnh Sükhbaatar ở miền đông Mông Cổ. Vào năm 2009, dân số của sum là 1.598 người.

## Địa lý
Sum có diện tích khoảng 3.800 km2. Trung tâm sum, Khatavch, nằm cách tỉnh lỵ Baruun-Urt 71 km và thủ đô Ulaanbaatar 585 km.

### Khí hậu
Khalzan có khí hậu bán khô hạn. Nhiệt độ trung bình hàng năm ở khu vực này là 4 °C. Tháng ấm nhất là tháng 7, khi nhiệt độ trung bình là 26 °C và lạnh nhất là tháng 1, với -24 °C. Lượng mưa trung bình hàng năm là 361 mm. Tháng ẩm ướt nhất là tháng 7, với lượng mưa trung bình là 108 mm, và khô nhất là tháng 1, với 3 mm.

## Kinh tế
Sum có một trường học, bệnh viện, khu dịch vụ và xưởng.